# 張賢登
張賢登（英語：Cheung Yin Tung，1964年5月1日—），生於香港元朗，為元朗十八鄉崇正新村原居民。香港民主黨中央黨部秘書長，長期任職民主黨祕書長。歷任民主黨中央委員、中常委和司庫等職。

## 從政經歷
張賢登早年參加學運，曾擔任香港專上學生聯會第三十二屆常委會主席及旅遊部學生董事，參與過六四事件悼念及請願行動，並畢業於師範學院，於光明學校任職中文及常識科教師至2007年。
在已故立法局議員吳明欽的支持下，加入香港民主同盟（港同盟），在1991年當選元朗區議會（元朗市西選區），及後連任失敗。曾經參選1994年區域市政局選舉，均落選告終。直至2003年，他再以民主黨身分參與元朗區議會（宏逸選區）選舉，成功當選，為民主黨在天水圍區取得零的突破。
張賢登由港同盟至民主黨，一直是民主黨第二梯隊。2004年立法會選舉，他與何俊仁組成名單於新界西選區參選。同區對手有陳偉業，職工盟李卓人及民建聯譚耀宗、張學明及自由黨周梁淑怡。最終只有何俊仁進入議會。
2006年時在民主黨爆發“真兄弟”事件後，擔任負責調查“會員政策專責小組”5人組之召集人。
2007年香港區議會選舉，選前辭掉小學文憑教職想要全職從政，最後仍敗給對手民建聯姚國威，失去元朗區議會議席。媒體評論敗選主要原因是在地區的組織工作和耕耘。
2008年香港立法會選舉，他與何俊仁、李永達分開三張名單出選，得以排名單首位與鄺俊宇於新界西選區參選，但選前分析就不被看好，結果得票10,069票未能當選，兼因得票太低而被沒收按金。他接受星島日報記者訪問時解釋分拆三張名單讓新人出選會冒上更大風險，但「無風險亦可能是最危險」，如果政黨不願求變，最後必被選民唾棄。他認為最重要是有機會參與選舉並且抱着「接棒」的心態。
他現任民主黨祕書長（過去曾任司庫）。張賢登同時夥拍地區人士郭慶平、鄺俊宇及鄺智揚，參與社會服務。

## 政界以外
張賢登與妻子經營籌款公司為非牟利組織籌款。